# We Feed the World
We Feed the World ist ein österreichischer Dokumentarfilm, der ein kritisches Licht auf die zunehmende Massenproduktion von Nahrungsmitteln und die Industrialisierung (zum Beispiel in der Massentierhaltung) wirft.
Der 2005 von Erwin Wagenhofer inszenierte Film ist der erfolgreichste österreichische Dokumentarfilm seit Beginn der statistischen Erfassung. Allein im deutschsprachigen Raum erreichte der Film rund 600.000 Kinobesucher. Kinostart war der 30. September 2005.

## Handlung
Der Dokumentarfilm We Feed the World – Essen global des Österreichers Erwin Wagenhofer beschäftigt sich thematisch mit den Ursachen und Auswirkungen der Globalisierung am Beispiel der Nahrungsmittelproduktion für die Europäische Union. Wagenhofer durchleuchtet in verschiedenen Abschnitten die unterschiedlichen Formen der weltweit industriell organisierten Rohstoffgewinnung, Produktion, Handel, Transport, Entsorgung und die Benutzung von Gentechnologie durch Lebensmittelkonzerne. Dabei werden die Folgen der industriell organisierten Rohstoffgewinnung durch Kommentare von unterschiedlichen Personen im Film erläutert. Kontinuierliche Texteinblendungen liefern Hintergrundinformationen und schildern Zusammenhänge, die zusätzlich von Jean Ziegler, dem Sonderberichterstatter der Vereinten Nationen, verdeutlicht werden.
Der Film beginnt mit dem Kommentar eines österreichischen Landwirts, der sich zu den Folgen der Agrarsubventionen und dem Verschwinden der Landwirtschaft äußert. Daraufhin werden das Mähen eines Kornfeldes, der Abtransport des Rohstoffes und im Anschluss daran große Mengen von Brot gezeigt, die man zur Entsorgung in ein Sammellager bringt.
Danach begleitet Wagenhofer in der Bretagne einen Fischer auf einem kleinen Kutter durch seinen Alltag. Anschließend begutachtet ein Fischhändler den Unterschied zwischen traditionellem und industriellem Fischfang anhand der Qualität der Fische für den Nahrungsmittelvertrieb.
Es folgt ein weiterer Abschnitt in Almería (Südspanien), wo ein Agronom das Kamerateam durch städtegroße Gewächshausanlagen führt, in denen Tomaten angepflanzt werden. Diese Anlagen werden überwiegend von nordafrikanischen Arbeitskräften bewirtschaftet. Danach ist zu sehen, wie die Tomaten mit dem Lastwagen 3.000 Kilometer durch Europa nach Österreich gebracht werden.
Im nächsten Abschnitt werden traditionelle Bauern in Rumänien gezeigt und im Kontrast dazu neue Bewirtschaftungsmethoden mit Hybridsaatgut. Der Produktionsdirektor des Saatgutherstellers Pioneer Hi-Bred / DuPont kommentiert das Gezeigte hinsichtlich der Gentechnikproblematik, der sinkenden Qualität der erzeugten Nahrungsmittel und dem vorhersehbaren Zusammenbruch der traditionellen Landwirtschaft in Rumänien und anderswo, da Bauern durch die Entwicklung hybriden Saatguts von internationalen Konzernen abhängig werden. Der Titel des Films We Feed the World stammt von dem Werbeslogan des Agrarkonzerns Pioneer.
Im folgenden Kapitel wird der Anbau von transgener Sojabohne in Brasilien vorgestellt. Blairo Maggi ist einer der weltgrößten Produzenten und Vertreiber von genmanipulierten Nahrungsmitteln. Gleichzeitig wird im Kontrast dazu eine mittellose Kleinbauernfamilie dargestellt, die zu dem Viertel der Bevölkerung gehört, das unter chronischem Wasser- und Nahrungsmangel leidet, während das genmanipulierte Soja nach Europa transportiert und in Österreich an Geflügel verfüttert wird.
Im vorletzten Abschnitt wird der Ablauf der industriellen Geflügelproduktion dargestellt: Vom massenhaften Produzieren von Eiern, deren Brutphase, über das Schlüpfen der Küken, bis hin zur seriellen Schlachtung und der supermarktgerechten Verpackung.
Den Abschluss dieser einzelnen Reportagen zur globalisierten Nahrungsmittelindustrie bildet ein Interview mit dem Vorsitzenden des weltweit größten Lebensmittelkonzerns Nestlé, der für einen Marktpreis für Wasser eintritt.

## Hintergrund

### Intention des Regisseurs und Produktion
Wagenhofer plante ursprünglich, einen ausführlichen Dokumentarfilm über Wiener Märkte zu drehen. Bei der Recherche jedoch eröffneten sich weitläufigere Perspektiven. So begann Wagenhofer beispielsweise nachzuforschen, woher Händler die Lebensmittel beziehen. Seine Intention war es, über die Nahrungsmittelproduktion und ihre Zusammenhänge aufmerksam zu machen und das Bewusstsein der Zuschauer in Bezug auf ihren Nahrungsmitteleinkauf zu erweitern. Nach Abschluss der ersten Recherchen begannen zunächst die Dreharbeiten mit den Tomaten in Almería in Spanien. Dort wollte Wagenhofer die Frage beantwortet haben, warum Tomaten über eine so weite Distanz nach Österreich importiert werden müssen. Dass in Andalusien die größte Gewächshausanlage der Welt stationiert ist, erfuhr Wagenhofer erst vor Ort und übernahm es sofort in seinen Film. Um eine Beziehung zu den jeweiligen Akteuren vor Ort herzustellen, wurde zunächst ohne Kamera Kontakt aufgenommen, und bei Einwilligung wurden die Abläufe gemeinsam besprochen. Der Filmemacher wurde oft lediglich von seiner Regieassistentin Lisa Ganser begleitet.

### Personen

#### Jean Ziegler
Der im Jahr 1934 geborene Schweizer Soziologe, Politiker und Sachbuchautor Jean Ziegler ist gleichzeitig Sonderberichterstatter der Vereinten Nationen für das Recht auf Nahrung. In den Jahren 1967–1983 und 1987–1999 war Ziegler Genfer Abgeordneter im Nationalrat für die Sozialdemokratische Partei in der Schweiz. Er ist Globalisierungskritiker und kritisiert unter anderem die Macht von Konzernen in der Weltwirtschaft und deren Folgen für arme Teile der Welt sowie die Situation der Agrarmärkte. Er tritt im Film in seiner Funktion als Sonderberichterstatter auf, stellt globale Verbindungen mit Berichten und Zahlen her und kritisiert diese. Seine Redebeiträge bilden den roten Faden, der sich durch die verschiedenen Abschnitte zieht.

#### Dominique Cleuziou
Der aus Concarneau stammende Fischer lebt in langjähriger Verbundenheit mit der Natur und dem Meer. Er arbeitet seit seinem 15. Lebensjahr in der Fischerei. Er wird im Film so dargestellt, dass er sich eher auf die Wahrnehmung seiner Umwelt als auf technische Ausrüstung verlässt. Dominique Cleuziou nimmt diese Wahrnehmungen sehr ernst, um einen erfolgreichen Fischfang zu erzielen. Mit seinem Fischerboot holt er jeden Tag eine kleine Menge an Fisch ein. Der Bretone ist stolz auf seine Arbeit. Er befürchtet aber, dass seine Arbeit durch die geplante industrielle Fischerei der Europäischen Union gefährdet wird.

#### Phillippe Cleuziou
Kompetent und mit Wortwitz bewertet der Fischhändler Ware aus traditionellem und industriellem Fischfang. Dabei illustriert er seine Kommentare mit direkten Beispielen an der Farbe und Qualität der unterschiedlichen Fische. Er legt sehr viel Wert auf die Frische und den Geschmack bei der Ware und bemängelt, dass inzwischen sogar Fangware, die früher wegen ihres geringen Geschmacks und daraus resultierenden geringen Wertes weggeworfen wurden, heute als geschmacklose Filets verkauft werden. Der zitierte Spruch „Es ist nicht zum Essen, es ist nur zum Verkaufen“ aus dem Fischhandel bringt Cleuzious Ablehnung gegen diese Art von Fischerei zum Ausdruck.

#### Lieven Bruneel
„Das Wunder von Almería“ nennt der Agronom die industrialisierte Produktion von Obst und Gemüse auf mehr als 25.000 Hektar. Er zeigt aus seiner Sicht die Vorzüge der Technik, welche die Pflanzen vor Schädlingen und anderen Gefahren schützt. Bedenken zur industrialisierten Obst- und Gemüseproduktion äußert er lediglich im Hinblick auf die Bedrohung des Marktes durch die Produktionsanlagen in Marokko, Italien und Israel. Anfang der sechziger Jahre subventionierte die Regierung die Wasserversorgung und den Aufbau der Gewächshäuser. Die Fördermittel der EU haben den High-Tech-Ausbau und den wirtschaftlichen Aufschwung möglich gemacht. Die Bewässerung und Düngung wurde von Computern gesteuert, dies brachte bis zu fünf Ernten im Jahr. Heute reicht die Ebene nicht mehr für neue Anlagen, deshalb werden Berghänge abgetragen um neue Flächen für Gewächshäuser zu schaffen. Das Grundwasser ist in Almería stark zurückgegangen und droht zu versalzen.

#### Karl Otrok
Der Produktionsdirektor des Saatgutherstellers Pioneer ist 1999 nach Rumänien gekommen. Im Auftrag seines Konzerns fördert er die Nutzung von hybridem Saatgut, was die Verdrängung der organisch traditionellen Landwirtschaft zur Folge hat. Während seiner Redebeiträge beschreibt er sich als firmentreu handelnd, hält jedoch nicht mit seiner privaten kritischen Meinung zum Kapitalismus und der Arbeitsweise von großen Konzernen zurück. Er hat ein ökologisches Bewusstsein und legt viel Wert auf organische Lebensmittel, weil er in ihnen den ursprünglichen Geschmack findet. Außerdem hat er eine bewundernde Einstellung zu den traditionellen Arbeitsformen der rumänischen Bauern. Bezüglich der Arbeit seines Konzerns sagt er „We fucked up the west few times, and now we are coming to Romania, we will fuck all the agriculture here.“ Laut filmzentrale.com ist Otrok inzwischen pensioniert. Er versuchte nach seiner Pensionierung einen eigenen kleinen Landhandel aufzubauen. Nach der Filmpremiere von „We Feed the World“ soll allerdings ein Boykottaufruf mit Hinweis auf den Film gegen Otroks Landhandel verschickt worden sein. Brigitte Zarzer, Autorin des Artikels, beruft sich dabei auf Wagenhofer.

#### Vincent José Puhl
Über den Biologen werden nicht viele Informationen gegeben. Er kennt sich mit der Produktion und dem Transport von Soja aus. Ihm ist eine kritische Einstellung gegenüber dem weltweit größten Sojaproduzenten „Grupo Amaggi“ eigen, dessen Eigentümer Blairo Maggi auch gleichzeitig der Gouverneur des Bundesstaates Mato Grosso in Brasilien ist. Puhl kritisiert, dass der Boden, für den riesige Flächen von Regenwald gerodet wurden, nicht für Soja geeignet ist, und außerdem sei Soja in Amazonien unerwünscht. Er kritisiert die Zerstörung des Regenwaldes und das Verhalten der Politiker, die es erst ermöglichen, dass Tiere in der Europäischen Union und anderen Ländern mit Soja aus Brasilien gefüttert werden und damit indirekt den Regenwald auffressen.

#### Hannes Schulz
Nicht ohne Stolz präsentiert der Geflügelzüchter seinen Mastelterntierbetrieb in der Steiermark. Er benennt die statistischen Daten des Bestandes und führt durch die unterschiedlichen technisierten Arbeitsschritte der Bebrütung von Eiern in den Maschinen bis hin zur Auslieferung der Küken an die Geflügelhändler. Schulz beklagt, dass Konsumenten kein Verständnis für Schwierigkeiten im Produktionszyklus aufbringen und kein Bewusstsein vorhanden ist, wie die Herstellung und die Verfahrensweise mit lebenden Produkten durchgeführt wird. Die Konsumenten sind an einer billigen Preispolitik interessiert, und dadurch sieht sich der Züchter zur Massentierhaltung gezwungen. Diese missliche Preispolitik begründet er damit, dass sachunkundige Entscheidungsträger, welche durch ihre akademische Ausbildung keinen realen Bezug zu der Landwirtschaft haben, die relevanten Rahmenbedingungen stellen.

#### Johannes Titz
Der österreichische Geflügelhändler erklärt, dass Massentierhaltung notwendig sei, da die Geflügelhändler nur durch die große Stückzahl einen Verdienst erhalten. Die automatisierte Schlachtmaschinerie sei die effizienteste Art, billiges Hühnerfleisch zu produzieren. Dabei ist die für die Hühner stressfreie Schlachtung wichtig. Durch die große Nachfrage an Fleisch sieht sich Titz nicht in der Lage, die Produkte unter Berücksichtigung von biologischen Gütesiegeln herzustellen. Darüber hinaus sieht er den Markt durch billigere Anbieter aus dem Ausland gefährdet.

#### Peter Brabeck
Der österreichische Wirtschaftler wurde 1997 Konzernchef der Nestlé Gruppe, des weltweit größten Lebensmittelkonzerns. Seit 2005 ist er auch Präsident des Verwaltungsrates. Brabeck ist der Ansicht, dass Wasser ein Marktwert gegeben werden sollte, damit die Konsumenten diesen Wert auch zu schätzen lernen:

„Also Wasser ist natürlich das wichtigste Rohmaterial, das wir heute noch auf der Welt haben. Es geht darum, ob wir die normale Wasserversorgung der Bevölkerung privatisieren oder nicht. Und da gibt es zwei verschiedene Anschauungen. Die eine Anschauung – extrem, würde ich sagen – wird von einigen, von den NGOs vertreten, die darauf pochen, dass Wasser zu einem öffentlichen Recht erklärt wird. Das heißt, als Mensch sollen Sie einfach das Recht haben, Wasser zu haben. Das ist die eine Extremlösung. Und die andere, die sagt, Wasser ist ein Lebensmittel; so wie jedes andere Lebensmittel sollte das einen Marktwert haben. Ich persönlich glaube, es ist besser, man gibt einem Lebensmittel einen Wert, so dass wir alle bewusst sind, dass das etwas kostet. Und dann anschließend versucht, dass man, mehr spezifisch, für diesen Teil der Bevölkerung, der keinen Zugang zu diesem Wasser hat, dass man dort etwas spezifischer eingreift, und da gibt es ja verschiedene Möglichkeiten.“

Die Hinzuziehung der Gentechnologie sieht der Manager als Notwendigkeit an, da nur diese der willkürlichen Natur etwas entgegensetzen kann. Er sieht seine größte soziale Verantwortung darin, die profitable Zukunft und finanzielle Sicherheit seiner Firma zu gewährleisten. Probleme wie Wassermangel und Hungersnot sieht er, in Bezug auf stetigen Wachstum in menschlichem Wohlstand, Lebensqualität und technischen Fortschritt, weltweit als lösbare Probleme an und spricht sich für ein „positives Zukunftsdenken“ aus.
Die Schlussszene des Films ist eine Einstellung, bei der Brabeck zu einem firmeneigenen Präsentationsraum geht und währenddessen seine Sicht darlegt, warum wir eigentlich zuversichtlich und positiv in die Zukunft blicken könnten: „Wir haben noch nie so gut gelebt, wir hatten noch nie so viel Geld. Wir waren noch nie so gesund. Wir haben noch nie so lange gelebt, wir haben alles was wir wollen – und trotzdem – [sind wir] psychologisch in einer Trauerstimmung.“ In dem Raum ist auf einem Monitor eine vollautomatisierte Nahrungsmittelfabrik in Betrieb zu sehen. Brabeck meint dazu anerkennend, „wie modern diese Fabriken sind… hochroboterisiert – fast keine Leute…“, was unkommentiert als letzter Satz des Films stehenbleibt.

#### Weitere Mitwirkende
Weitere Akteure aus den unterschiedlichen Ländern sind LKW-Fahrer, Bauern, eine Kleinbauernfamilie, Arbeiter/-innen und ein Pilot, auf die im Film nicht näher eingegangen wird.

### Narrative Struktur
Wagenhofer hat den Film auf zwei Ebenen aufgebaut. Einerseits stehen Text und Redebeiträge in einem sachlich-rationalen Informationsrahmen, während auf der anderen Seite das Geschriebene und Gesprochene in Bildern veranschaulicht und so das Ausmaß der katastrophalen Lebenssituationen einiger Akteure eindringlich auf emotionaler Ebene geschildert wird. Es werden immer wiederkehrende Elemente angewandt, wie bspw. die untereinander abgetrennten Kapitel, Texttafeln und Akteure, die sich im jeweiligen Geschehen auskennen, weil sie ein Teil des Prozesses oder Betroffene sind. Diese Akteure werden im Regelfall, wenn sie in mehr als einer kurzen Sequenz zu Wort kommen, immer mit einem Untertitel vorgestellt, der Namen und Beruf der Person angibt. Eine Ausnahme bildet der Fischer Dominique Cleuziou. Jean Ziegler wird, möglicherweise aufgrund seiner häufigen Präsenz bei seinen ersten beiden Kommentaren mit Untertiteln vorgestellt, danach nicht mehr. Wenige Kapitel bauen aufeinander auf, wie z. B. der Bericht zu der Sojaproduktion in Marto Grosso und den Mastbetrieben in der Steiermark. Hier wurde von Wagenhofer auch keine Schwarzblende benutzt, sondern ein direkter Übergang von dem Transport von Soja zu den Masttieren hergestellt. Die Texttafeln erklären Zusammenhänge, welche nicht allein durch die visuellen Komponenten des Films hätten interpretiert werden können. Die Rolle der moralischen Wertungsinstanz überlässt Wagenhofer Jean Ziegler, der mit emotionalisierenden Kommentaren die Zusammenhänge zu den vorher gesehenen Bildern herstellt oder Geschichten einleitet, wie zum Beispiel die der Bauernfamilie in Nordostbrasilien oder das Interview mit Peter Brabeck. Einige der Akteure sind Österreicher und sprechen Deutsch. Dennoch hat Wagenhofer diese Redebeiträge mit deutschen Untertiteln versehen, damit der österreichische Dialekt nicht die Verständnisqualität beeinflusst. Bei Karl Otrok hätten sich Verständnisprobleme ergeben können, weil er unter anderem für den Terminus Aubergine den Begriff Melanzani verwendet, der im deutschen Raum kaum verbreitet ist.

### Bild, Ton und Montage
Der Film wird von den Kameraeinstellungen eher schlicht gehalten. Die Kameraeinstellungen sind im Regelfall Standardperspektiven aus Totalen, Nahaufnahmen und Porträts. Überwiegend sind die Akteure aus dem Off zu hören. Bei Otrok und Brabeck hat Wagenhofer auch unter den Originalton einen Kommentar aus dem Off gelegt. Insgesamt verwendet der Filmemacher vorwiegend den Originalton. Nur an wenigen Stellen (insgesamt ca. 6) verwendet er Soundeffekte. Diese werden beim Vorspann, den Luftaufnahmen, der LKW-Fahrt und dem Abspann eingesetzt.

## Erfolg
„We Feed the World“ ist der erfolgreichste österreichische Dokumentarfilm seit Beginn der statistischen Erfassung. Mit 200.000 Besuchern in Österreich und rund 380.000 Besuchern in Deutschland zählt der Film zu den erfolgreichsten österreichischen Produktionen der letzten Jahre und ist die meistgesehene österreichische Produktion in Österreich 2006. In der Schweiz erreichte der Film 23.000 Besucher, in Frankreich 180.000. Insgesamt wurden in Europa rund 800.000 Kinobesuche gezählt, die Statistik ist jedoch unvollständig.

## Kritiken
„Auch wenn es gnädiger wäre, manches nicht so genau zu wissen: Die Einblicke, die Wagenhofers Dokumentation […] gibt, regen zur Gewissenserforschung an.“

„‚We Feed the World‘ richtet sich aber nicht nur an das Bewusstsein der Konsumenten, sondern auch an die Politik. Gefordert sind Rückschritte in der Gestaltung grundlegender Rahmenbedingungen – Rückschritte, die den eigentlichen Fortschritt bedeuten würden.“

„Einige Kritiker warfen Wagenhofer Schwarz-Weiß-Malerei vor oder dass dem Streifen durch Schnitt, Ton und Montage eine einseitige globalisierungskritische Note verpasst wurde, indem etwa Interview-Ausschnitte (z. B. mit Nestle-CEO Peter Brabeck) aus dem Zusammenhang gerissen wiedergegeben worden wären. Das mag durchaus zutreffen. Doch was kann man Wagenhofer eigentlich wirklich anlasten: Dass er ein absurdes System zur Kenntlichkeit entstellt?“

„‚We feed the world’ lässt einem das Essen wortwörtlich im Halse stecken. Auf erschreckende Weise wird hier gezeigt, wie der Gedanken von der Profitmaximierung jeden Skrupel und jeden Funken Menschlichkeit über Bord wirft. Diese Dokumentation sollte Pflichtprogramm für jeden Verbraucher sein, damit zumindest niemand mehr sagen kann ‚Wenn ich das vorher gewusst hätte…!‘“

## Auszeichnungen
- Motovun Film Festival 2006
  - Amnesty International Human Rights Award
  - FIPRESCI-Preis
- Österreichischer Filmpreis 2006